# Amy Shark
Amy Shark, pseudonimo di Amy Louise Billings (Gold Coast, 14 maggio 1986), è una cantante australiana.

## Biografia
Shark è nata e cresciuta a Gold Coast nel Queensland e ha frequentato la Southport State High School per tutta la sua adolescenza. È stata montatrice di video per la Gold Coast Titans. Attualmente è residente a Broadbeach Waters con il marito Shane ed è attiva come musicista su YouTube dal 2014.

## Carriera

### Adore(2016-2017)
Nel 2016, Shark ha vinto il Pop Song of the Year ai Queensland Music Awards per il suo brano "Golden Fleece", e ha intrapreso un tour nazionale. Nel luglio 2016 Shark ha pubblicato il suo singolo "Adore".
"Adore" ha ricevuto un significativo airplay su Triple J, che ha portato a una guerra tra le major, che è stata alla fine vinta da Sony Music Australia, con la quale Shark ha firmato a novembre 2016. Shark ha dichiarato: "Dopo l'incontro con il team di Wonderlick e Denis Handlin a Sony, mi sentivo a casa. Sono così eccitato di concentrare tutte le mie energie sulla mia musica".

### Night ThinkereLove Monster(2017-presente)
A marzo, Shark ha pubblicato "Weekends", seguito dall'EP di debutto Night Thinker che ha raggiunto il secondo posto nelle classifiche ARIA. Nell'aprile 2017 ha vinto i premi Artista dell'anno e canzone dell'anno ai Gold Coast Music Awards. All'inizio di novembre 2017, Shark è stata nominata come prossima artista Apple UpNext di Apple. Il 15 novembre 2017 ha eseguito "Adore" al The Late Late Show con James Corden, mentre il 13 marzo 2018 dal Tonight Show con Jimmy Fallon. Nel marzo 2018, Shark ha cantato la canzone "Sink In", che è apparsa nella colonna sonora del film Tuo, Simon. La colonna sonora ha debuttato al numero 37 nella Billboard 200.
L'11 aprile 2018, Shark ha presentato in anteprima a Triple J il singolo "I Said Hi", pubblicato il giorno seguente. La canzone anticipa l'uscita dell'album di debutto Love Monster, pubblicato il 13 luglio 2018. Nell'aprile 2018 si è esibita alla Cerimonia di chiusura dei 21º Giochi del Commonwealth a Gold Coast con Archie Roach. Nel 2019 pubblica i singoli Mess Her Up e Be Alright, a cui fanno seguito nel 2020 i singoli Everybody Rise e C'Mon, quest'ultimo in collaborazione con il batterista Travis Barker. Nell'aprile 2021 pubblica il suo secondo album Cry Forever.

## Discografia

### Album in studio
- 2018 – Love Monster
- 2021 – Cry Forever

### EP
- 2017 – Night Thinker

### Singoli
- 2014 – Spits on Girls[11]
- 2016 – Golden Fleece[12]
- 2016 – Adore
- 2017 – Weekends[13]
- 2017 – Drive You Mad
- 2018 – I Said Hi
- 2018 – Don't Turn Around
- 2018 – Psycho (con Mark Hoppus)
- 2018 – All Loved Up
- 2019 – Mess Her Up
- 2020 – Everybody Rise
- 2020 – C'Mon (con Travis Barker)
- 2021 – Baby Steps

## Premi

### ARIA Awards
Shark ha ricevuto 6 nomination agli ARIA Awards 2017, vincendo 2 premi.
| Anno | Nomination    | Premio              | Risultato |
| ---- | ------------- | ------------------- | --------- |
| 2017 | Night Thinker | Album of the Year   | Nominata  |
| 2017 | Night Thinker | Best Female Artist  | Nominata  |
| 2017 | Night Thinker | Best Pop Release    | Vinto     |
| 2017 | Night Thinker | Breakthrough Artist | Vinto     |
| 2017 | Drive You Mad | Best Video          | Nominata  |
| 2017 | Adore         | Song of the Year    | Nominata  |

### APRA Awards
Shark ha ricevuto una nomination agli APRA Awards 2017 e 3 in quelli del 2018, vincendo 1 premio.
| Anno | Nomination | Premio                      | Risultato |
| ---- | ---------- | --------------------------- | --------- |
| 2017 | Adore      | Song of the Year            | Nominata  |
| 2018 | Adore      | Pop Work of the Year        | Vinto     |
| 2018 | Adore      | Most Played Australian Work | Nominata  |
| 2018 | Weekends   | Song of the Year            | Nominata  |